# Ernst Landolt
Pour les articles homonymes, voir Landolt.
Ernst Landolt, né le 26 juillet 1953 (originaire de Näfels), est une personnalité politique schaffhousoise, membre de l'Union démocratique du centre (UDC). Il est membre du Conseil d'État du canton de Schaffhouse de 2011 à 2020.

## Biographie
Ernst Landolt naît le 26 juillet 1953. Il est originaire de Näfels, dans le canton de Glaris. Il y passe son enfance.
Il est ingénieur agronome de formation.
Il est le secrétaire de l'Union schaffhousoise des paysans à partir de 1994 jusqu'à son élection au gouvernement du canton de Schaffhouse,.
Il est marié et père de trois enfants. Son épouse tient une exploitation agricole.

## Parcours politique
Il est élu conseiller d'État du canton de Schaffhouse  le 29 août 2010, lors d'une élection complémentaire organisée à la suite de l'annonce de la démission de l'UDC Erhard Meister en janvier pour la fin de l'année. Il prend ses fonctions le 1er janvier 2011, à la tête de la Direction de l'économie. En mars 2020, il annonce qu'il ne se représentera pas pour un nouveau mandat en septembre. Il quitte le gouvernement, qu'il préside en 2015 et 2019, le 31 décembre 2020.

### Positionnement politique
Il appartient à l'aide modérée de l'UDC et s'éloigne régulièrement de la ligne politique de son parti, au point d'avoir été qualifié d'UDC rose-vert.